# Albert Oppel
Pour les articles homonymes, voir Oppel.
Carl Albert Oppel (né le 19 décembre 1831 dans le quartier de Hohenheim, à Stuttgart ; mort le 22 décembre 1865 à Munich) est un paléontologue allemand célèbre pour ses contributions à la datation des différents étages du Jurassique.

## Biographie
Oppel, fils de l'agronome et haut fonctionnaire Julius-Albert Oppel (1799–1882), étudia la géologie à l’Université de Tübingen sous la direction de Friedrich August von Quenstedt entre 1851 et 1853. Il soutint une thèse sur le « Lias moyen en Souabe ». De 1854 à 1855 il voyagea en Europe, prospectant les différentes carrières de calcaire jurassique connues en France, en Angleterre, en Suisse et en Allemagne. Il consigna le résultat de ses recherches de 1856 à 1858 dans son essai Les formations jurassiques en Angleterre, en France et dans le Sud-ouest de l'Allemagne .
En 1858 il est nommé professeur surnuméraire de paléontologie de l’Université de Munich, en 1861 il est nommé professeur titulaire et  succède à Johann Andreas Wagner en tant que Conservateur du Musée Paléontologique de Munich. En 1862 il est nommé membre correspondant de la classe de Mathématiques et Sciences physiques de l’Académie bavaroise des sciences et devient la même année éditeur et coauteur de la revue allemande de paléontologie, les Paläontologischen Mitteilungen.
Il propose de diviser l'ère Jurassique en 36 zones biostratigraphiques (on parle aujourd'hui de biozones), ce qui permet de raffiner la datation relative des différentes couches. Les périodes du Pliensbachien et du tithonien ont conservé jusqu'à aujourd'hui le nom que leur avait donné Oppel.
Un relief lunaire porte son nom : la « dorsale Oppel (de) ». En 2004, Günter Schweigert (de) et Alessandro Garassino ont baptisé Albertoppelia (en) un fossile de crevette du Tithonien d’Eichstätt (Calcaire de Solnhofen) en hommage à Oppel, dont la monographie sur les crustacés décapodes du sud-ouest du Jura Souabe demeure une référence.
Son fils Albert Otto Oppel (1863–1916) était médecin-histologiste.

## Œuvres
- Der mittlere Lias Schwabens. Ebner & Seubert, Stuttgart 1853. Google
- Die Juraformation Englands, Frankreichs und des südwestlichen Deutschlands. Nach ihren einzelnen Gliedern eingetheilt und verglichen. Ebner & Seubert, Stuttgart 1856-1858. Separat-Abdruck der Württembergischen naturwissenschaftlichen Jahreshefte. 12.-14. Jg. Google
- Palaeontologische Mittheilungen aus dem Museum des königl. bayer. Staates. Ebner & Seubert, Stuttgart 1862, Text Google und Atlas Google
  - I. Ueber jurassische Crustaceen
  - II. Ueber Fährten im lithographischen Schiefer
  - III. Ueber jurassische Cephalopoden